# Tony Hale
Anthony Russell "Tony" Hale (West Point, 30 de setembro de 1970) é um ator norte-americano. 
É conhecido por integrar o elenco principal da séries Arrested Development e  Veep, e por participações em séries como Chuck e Numb3rs. Entretanto, possui mais participações como ator convidado em seriados como Dawson's Creek, The Sopranos, Sex and the City, ER, Rules of Engagement e Law & Order.
Graduado em jornalismo na Universidade Samford em Birmingham (Alabama), é casado com Martel Thompson e é pai de uma filha.

## Filmografia
- 2006 - RV
- 2006 - Stranger than Fiction
- 2006 - Unaccompanied Minors
- 2007 - Because I Said So
- 2008 - The Tale of Despereaux
- 2009 - The Informant!
- 2009 - The Goods: Live Hard, Sell Hard
- 2010 - Happythankyoumoreplease
- 2013 - The Kings of Summer
- 2013 - The Heat
- 2015 - American Ultra
- 2015 - Alvin and the Chipmunks: The Road Chip
- 2016 - Angry Birds: O Filme
- 2016 - Yoga Hosers
- 2018 - A Series of Unfortunate Events
- 2019 - Toy Story 4
- 2021 - Clifford the Big Red Dog

| Ano                 | Título                     | Personagem           |              |
| ------------------- | -------------------------- | -------------------- | ------------ |
| 2003-2006/2013-2019 | Arrested Devlopment        | Byron "Buster" Bluth |              |
| 2010                | Justified                  | David Mortimer       | 1 episódio   |
| 2012-2019           | Veep                       | Gary Walsh           | 65 episódios |
| 2019-presente       | As Aventuras de Arquibaldo | Arquibaldo           |              |
|                     |                            |                      |              |